# Блох, Исай Моисеевич
Исай Моисеевич Блох (1917—1981) — известный специалист в области разведочной геофизики, электроразведчик, доктор геолого-минералогических наук, ветеран Великой Отечественной войны.

## Биография
Родился 21 марта 1917 года в Москве в семье выходцев из Белостока Моисея Соломоновича Хамац-Блоха и Юлии Яковлевны Хамац-Блох (урождённой Фалес). С 1938 года работает оператором в научно-исследовательском секторе МГРИ. Закончил геофизический факультет МГРИ в 1941 году. С 1942 года — участник Великой Отечественной войны. Призван Верхне-Буреинским РВК, Амурской области.
Служил в 632 стрелковом полку 338 дивизии 15 Армии, агитатором. В 1943 году присвоено звание лейтенанта. С 1944 года — член ВКП(б). За участие в боях за освобождение Маньчжурии в августе 1945 года награждён медалью «За отвагу».
Умер в декабре 1981 года.

## Родственники
- Брат — Абрам Моисеевич Блох (1927—2015), доктор геолого-минералогических наук.
- Сын — Юрий Исаевич Блох (род. 1947), геофизик, доктор физико-математических наук, профессор[5].

## Избранные труды
- Дипольное зондирование(1957)[6]
- Электропрофилирование методом сопротивлений(1962)

## Награды
- Медаль «За отвагу»[4]